# TPM (川口市の企業)
TPM株式会社（ティーピーエムかぶしきがいしゃ）は、埼玉県川口市に本社を置く金属加工会社。登記上の本店を創業地の埼玉県戸田市に置く。旧商号は株式会社渡辺工業。
鉄道車両用配管加工を主な事業とする。日本鉄道車輌工業会賛助会員。

## 概要
鉄道車両や産業機械等の配管用パイプ加工・配管製品下拵えに特化しており、特に「管用テーパ転造ねじ」加工に関しては日本におけるパイオニア的存在である。
1964年5月、埼玉県戸田市で会社設立。設立当時の本社戸田工場には「有限会社渡辺工業」の社名とともに「日本車輌・東急車輛・川崎重工協力工場」と大書した文字が掲げられていた。また設立当初は日本車輌製造蕨工場（当時）で各種配管作業の請負を行っていた。
1968年には螺旋発条による硬質塩ビ管の曲げ加工方法を考案。1974年には「渡辺式ドライシール管用テーパネジ」を開発。1983年には当社が開発した「管用テーパ転造ネジ」が新幹線車両に採用され、1985年には「管用テーパネジ転造機」を開発し特許を取得した（特許1486749）。
1987年には新日本製鐵（現：日本製鉄）とともに「鉄道用薄肉炭素鋼鋼管」を開発。1989年には古河電気工業とともに鉄道用アルミニウム合金継目無管を開発し特許を取得した（特許2798284）。
1990年には、当社の開発した「管用テーパ転造ネジ」が日本鉄道車輌工業会が制定した「空気配管標準」で標準として採用される。1992年には「管用テーパ転造ネジ」および「管用ネジ転造加工機」の開発により、平成3年度日本機械学会技術賞を受賞した。

### 主要取引先
- JR各社[1]
- 日本車輌製造[1]
- 川崎重工業[1]（川崎車両）
- 総合車両製作所[1] - 東急車輛製造時代からの取引先[1]
- 日本製鉄[1] - 新日本製鐵時代からの取引先[1]
- 新潟トランシス[1]（旧：新潟鐵工所）
- 日立製作所[1]

### 事業内容
1. 鉄道車両用配管の加工、工作図作成
2. 特殊車両用油空圧配管の加工、工作図作成
3. 機械装置用空圧配管の加工、工作図作成
4. 建築設備配管の加工、工作図作成
5. 各種パイプの切断・ねじ・曲げ等の加工全般

## 沿革
- 1964年（昭和39年）5月 - 有限会社渡辺工業として会社設立[1]、埼玉県戸田市に本社工場を置く[1]（のち株式会社へ改組）[1]。
- 1972年（昭和47年）- 埼玉県戸田市に美女木工場を設置し操業開始[1]。
- 1978年（昭和53年）- 埼玉県川口市（現本社工場）へ工場を移転、美女木工場は閉鎖[1]。
- 2004年（平成16年）- 埼玉県川口市に川口第2工場を設置し操業開始[1]。
- 2022年（令和4年）- 株式会社渡辺工業から、TPM株式会社へ商号変更[1]。

## 類似業種の企業
管用テーパねじ転造機を製造する企業
- 工進精工所 - 定置式加工機の製造・販売
- レッキス工業 - ポータブル製品の製造・販売